# Naakte slijmvissen

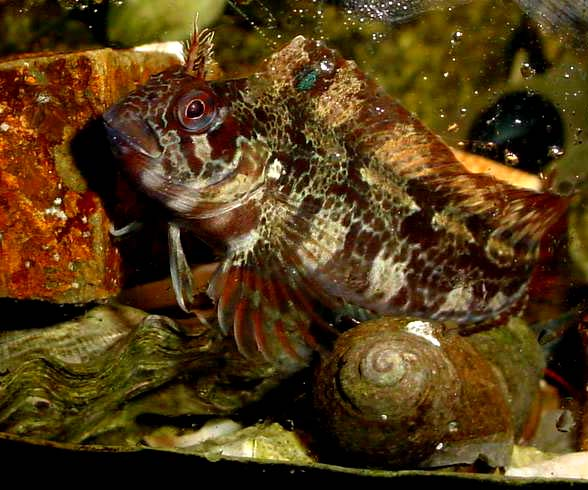
Parablennius gattorugine, een slijmvis die wordt aangetroffen in de Atlantische Oceaan en de Middellandse Zee

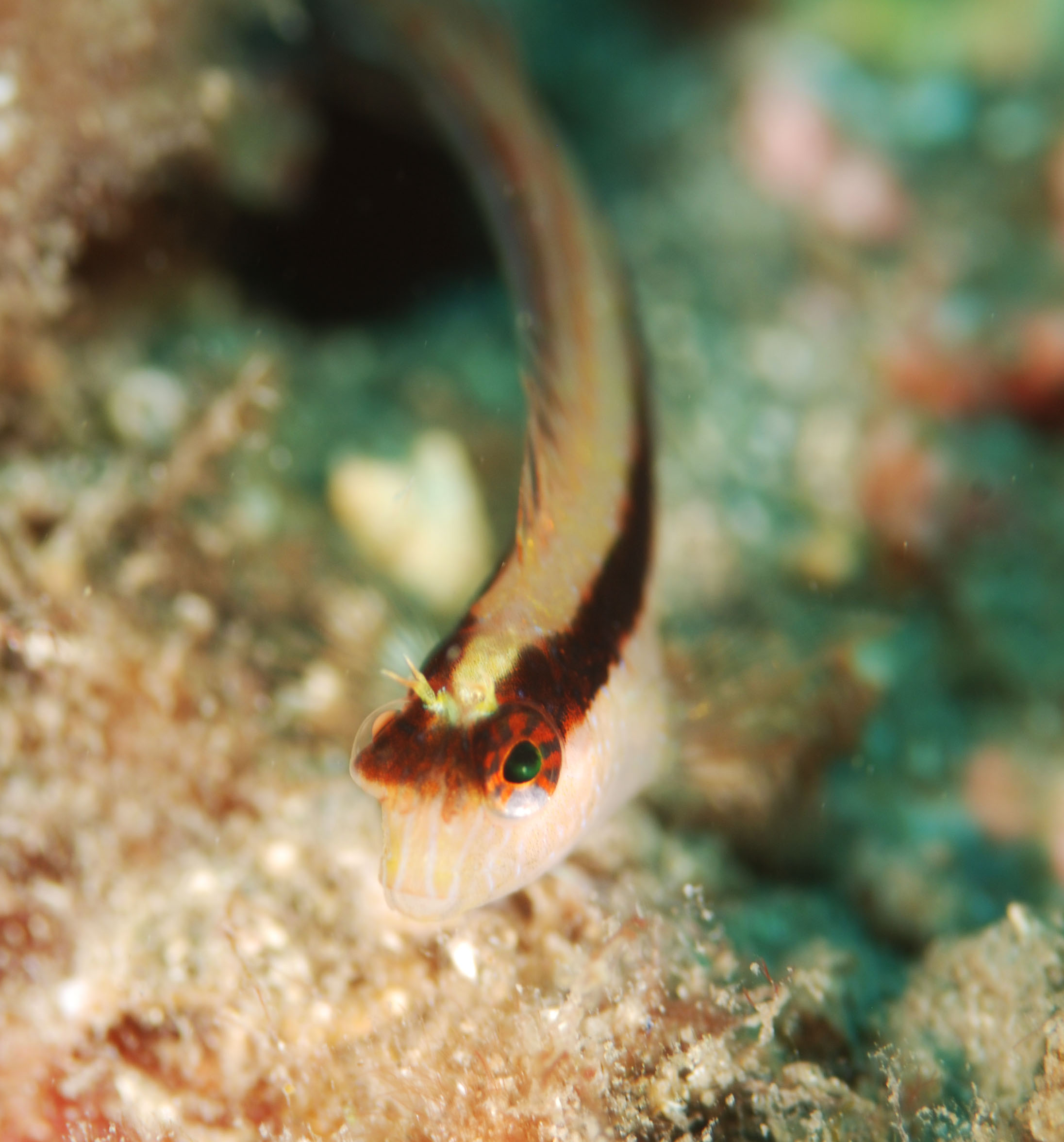
Parablennius rouxi, een slijmvis die kan worden aangetroffen in de Middellandse Zee

De naakte slijmvissen (Blenniidae) vormen een familie van baarsachtige vissen.

## Kenmerken
De vissen hebben over het algemeen grote ogen, en een lange doorlopende rugvin. Het lichaam is zijdelings samengedrukt en langgerekt, en de huid heeft geen schubben. De vissen hebben tanden die overeenkomsten vertonen met een kam.
De grootste soort in deze familie is Xiphasia setifer die 53 centimeter lang kan worden; de meeste andere leden zijn echter veel kleiner. Het zijn actieve en vaak kleurrijke vissen, waardoor het populaire aquariumvissen zijn.
De geslachten Aspidontus, Meiacanthus, Petroscirtes, Plagiotremus en Xiphasia bezitten giftanden. Deze vijf geslachten vormen samen de geslachtengroep Nemophini (sabeltandslijmvissen).

## Verspreiding
Leden van deze familie worden aangetroffen in tropische en subtropische wateren van de Atlantische, Indische en Grote Oceaan. Sommige soorten komen ook in brak en zelfs zoet water voor.

## Leefwijze
Over het algemeen leven de vissen dicht bij de bodem, vaak in ondiep water. Ze kunnen korte tijd buiten het water leven, bijvoorbeeld tijdens laagwater, waarbij de sterke borstvinnen als "poten" dienen. Ze voeden zich voornamelijk met kreeftachtigen, mosselen en andere ongewervelden. Sommige soorten eten algen en plankton.
Sommige naakte slijmvissen vormen kleine groepen, terwijl andere solitair en territoriaal zijn. De wijfjes leggen eieren in schelpen of onder overhangende rotsen. De mannetjes bewaken het nest tot de eieren uitkomen.

## Imitatie
Van soorten uit de geslachten Apistodontus en Plagiotremus is bekend dat ze andere vissen, zoals onder meer (lipvissen (Labridae)), imiteren op het gebied van kleur, vorm en gedrag, en zich zo als poetsvis voordoen. Hierdoor kunnen ze van sommige vissen een hap nemen van de huid. Zie ook valse poetsvis.

## Geslachten
Er zijn 371 soorten in 53 tot 59 geslachten beschreven:
| - Aidablennius Whitley, 1947 - Alloblennius Smith-Vaniz & Springer, 1971 - Alticus Lacépède, 1800 - Andamia Blyth, 1858 - Antennablennius Fowler, 1931 - Aspidontus Cuvier, 1835 - Atrosalarias Whitley, 1933 - Bathyblennius Bath, 1977 - Blenniella Reid, 1943 - Blennius Linnaeus, 1758 - Chalaroderma Norman, 1943 - Chasmodes Valenciennes in Cuvier & Valenciennes, 1836 - Cirripectes Swainson, 1839 - Cirrisalarias V. G. Springer, 1976 - Coryphoblennius Norman, 1943 - Crossosalarias Smith-Vaniz & V. G. Springer, 1971 - Dodekablennos Springer & Spreitzer, 1978 - Ecsenius McCulloch, 1923 - Enchelyurus Peters, 1868 - Entomacrodus Gill, 1859 - Exallias Jordan & Evermann, 1905 - Glyptoparus Smith, 1959 - Haptogenys V. G. Springer, 1972 - Hirculops Smith, 1959 - Hypleurochilus Gill, 1861 - Hypsoblennius Gill, 1861 - Istiblennius Whitley, 1943 - Laiphognathus Smith, 1955 | - Lipophrys - Litobranchus Smith-Vaniz & V. G. Springer, 1971 - Lupinoblennius Herre, 1942 - Meiacanthus Norman, 1943 - Mimoblennius Smith-Vaniz, 1971 - Nannosalarias Smith-Vaniz & V. G. Springer, 1971 - Oman V. G. Springer, 1985 - Omobranchus Ehrenberg, 1836 - Omox V. G. Springer, 1972 - Ophioblennius Gill, 1860 - Parablennius A. Miranda-Ribeiro, 1915 - Parahypsos Bath, 1982 - Paralticus V. G. Springer & J. T. Williams, 1994 - Parenchelyurus Springer, 1972 - Pereulixia Smith, 1959 - Petroscirtes Rüppell, 1830 - Phenablennius V. G. Springer & Smith-Vaniz, 1972 - Plagiotremus Gill, 1867 - Praealticus L. P. Schultz & W. M. Chapman, 1960 - Rhabdoblennius Whitley, 1930 - Salaria Forsskål, 1775 - Salarias G. Cuvier, 1816 - Scartella D. S. Jordan, 1886 - Scartichthys D. S. Jordan & Evermann, 1898 - Spaniblennius Bath & Wirtz, 1989 - Stanulus J. L. B. Smith, 1959 - Xiphasia Swainson, 1839 |